# Ізоінверсія
Ізоінверсія (рос. изоинверсия, англ. isoinversion) — одиничний процес чи акт інверсії, що відбувається без ізотопного (H — D) обміну в реакції обміну протона в апротонних розчинниках у присутності апротонних основ (реакції аліфатичного електрофільного заміщення), без огляду на те, що відбувається обернення конфігурації, а отже, й рацемізація, викликана повторними актами інверсії (тобто рацемізація йде швидше, ніж обмін).